# Raigarh (ciutat)
Raigarh és una ciutat i municipi de l'Índia a l'estat de Chhattisgarh, capital del districte de Raigarh. Fou l'antiga capital del principat de Raigarh.
Està situada a 21° 54′ N, 83° 24′ E / 21.9°N,83.4°E a la riba del Kelo. Consta al cens del 2001 amb una població de 110.987 habitants. El 1901 la població era de 6.764 habitants. La ciutat tñé un antic fort construït al temps de la invasió maratha. No fou municipalitat fins al segle xx.